# Brett Tucker
Brett Tucker (Melbourne, 21 mei 1972) is een Australische acteur. Hij speelde onder meer Dave Brewer in McLeod's Daughters En Fire Chief "Lucas  Ripley" in "Station 19". Hij heeft in meerdere series met Michala Banas gespeeld.

## Filmografie
| 2018-2019 | Station 19                          | Lucas Ripley         |
| 2012      | Spartacus: Vengeance                | Varinius             |
| 2022      | Dynasty                             | Ben Carrington       |
| 2003-2006 | McLeod's Daughters (televisieserie) | Dave Brewer          |
| 2005      | The Great Raid                      | Major Lapham         |
| 2002-2003 | Blue Heelers                        | Peter Baines         |
| 2003      | The Extreme Team                    |                      |
| 2002      | The Outsider                        | Ben Yoder            |
| 2002      | The Lost World                      | Rixxel               |
| 2001      | Abschied in den Tod                 | Mark Penhalligan     |
| 2001      | Blonde                              | Actor at White Party |
| 2001      | Mallboy                             | Darren               |
| 2001      | Code Red                            |                      |
| 2001      | The Saddle Club                     | Max Regnery          |
| 2000      | Halifax f.p: The Spider and the Fly | Scott Lovejoy        |
| 1997      | The Last of the Ryans               | Detective            |
| 1995      | Neighbours                          | Construction Worker  |
| 1994      | Snowy River: The McGregor Saga      | Ted                  |

- International Standard Name Identifier: 0000 0004 0942 1485
- Library of Congress Control Number: no2018078152
- Virtual International Authority File: 302826934
- WorldCat: E39PBJkdg6KpKMFYJ4QRKbK68C